# Аль-Абади, Хайдер
Хайдер Джавад аль-Абади (араб. حيدر جواد العبادي ‎; род. 25 апреля 1952 года, Багдад, Королевство Ирак) — иракский государственный и политический деятель, премьер-министр Ирака с 11 августа 2014 по 25 октября 2018 года.

## Биография

### Молодые годы
Хайдер аль-Абади родился в 1952 году в Багдаде в семье Джавада аль-Абади — врача, директора больницы и генерального инспектора Министерства здравоохранения Ирака. В 1967 году, в возрасте 15 лет, Хайдер вступил в Партию исламского призыва.
Окончил Технологический университет Ирака. В 1980 году со степенью доктора по электронной инженерии окончил Манчестерский университет в Великобритании. В 1982 году при режиме Баас два его брата были казнены, а третий был заключён в тюрьму на 10 лет, вследствие чего иракский паспорт аль-Абади был аннулирован. В 1983 году его отец умер и был похоронен в Лондоне. После этого аль-Абади работал в частных компаниях, создал собственную технологическую фирму, став её генеральным директором с 1993 по 2002 год. В 1997 году он получил грант от министерства по технологическим инновациям Великобритании. Его компания известна тем, что ремонтировала лифты в Буш-хаусе, в то время офисе «BBC World Service».

### На должностных постах в Ираке
После вторжения коалиционных сил в Ирак и падения режима президента Саддама Хусейна, Хайдер аль-Абади вернулся в Ирак и стал министром связи и коммуникаций. В октябре 2003 года он со всеми 25 министрами Управляющего совета заявил протест председателю Временной коалиционной администрации Полу Бремеру и отклонил приватизацию государственных компаний и инфраструктуры до формирования легитимного правительства. Однако Администрация обошла Совет, сформировав новое правительство, что побудило повстанцев перейти к более активным военным действиям против коалиции.
В то же время Администрация выдала лицензии трём мобильным операторам для охватывания всех частей Ирака. Несмотря на то, что Совет был почти бессильным, аль-Абади не был готов утвердить это решение и ввёл больше условий для выдачи лицензий. Он заявил, что суверенное правительство Ирака имеет право вносить поправки или выдавать лицензии, а также ввести четвёртую компанию. В конце 2003 года некоторые иракские чиновники попали под следствие из-за заключения сомнительных сделок с египетской телекоммуникационной компанией «Orascom Group», с которой был подписан контракт на обеспечение мобильной связи в центральной части Ирака. Аль-Абади заявил, что никаких незаконных решений не было. В 2004 году было обнаружено, что обвинения были выдуманными, а в отчёте Министерства обороны США было указано, что контракты незаконно заключались под влиянием помощника заместителя министра обороны Джона Шоу, а не иракцев.

### В правительстве
В 2005 году занимал должность советника премьер-министра Ирака в первом избранном правительстве. В том же году стал членом Совета представителей и возглавил комитет по экономике, инвестициям и реконструкции. Переизбрался в 2010 году, а в 2013 году был назначен председателем комитета по финансам и участвовал в споре за распределение бюджета Ирака
В 2006 году стал кандидатом на пост премьер-министра, которым стал Нури аль-Малики, заменив Ибрагим аль-Джаафари. В 2008 году аль-Абади, будучи непоколебимым в своей поддержке суверенитета Ирака, настаивал на определённых условиях в соглашении с США о присутствии в Ираке. В 2009 году он был назван ключевым человеком в восстановлении Ирака. Во время проведения конференций по иракской нефти с 2009 по 2012 год, аль-Абади был активным членом Иракского Нефтяного Консультативного комитета. В 2010 году он был одним из нескольких иракских политиков, поддержавщих иск против компании «Blackwater» по убийству их сотрудниками 17 мирных иракцев. Некоторое время занимал должность вице-спикера Совета представителей.
В 2014 году аль-Абади снова был выдвинут альтернативным кандидатом в премьер-министры от шиитских политических партий.

### Пост премьер-министра
11 августа 2014 года, в условиях политической конфронтации с действующим премьер-министром Ирака Нури аль-Малики, выведшим на улицы Багдада верные ему подразделения служб безопасности, которые полностью блокировали правительственную зелёную зону, избранный президент Фуад Масум поручил сформировать новое правительство аль-Абади — члену Партии исламского призыва, выдвинутому на пост премьер-министра объединением шиитских партий «Иракский национальный альянс». После назначения аль-Абади сказал, что «все мы должны объединиться против кампании террора в Ираке и остановить экстремистские группировки».
Решение Масума было поддержано многими лидерами стран мира. Заместитель помощника государственного секретаря США по делам Ирана и Ирака Бретт Макгерк сообщил: «Мы поздравляем Хайдера аль-Абади с назначением и призываем его сформировать новый кабинет и новую национальную программу как можно быстрее. США готовы оказать всемерную поддержку новому правительству Ирака на основе широкой коалиции политических сил, особенно в его борьбе против боевиков группировки „Исламское государство“». Сам госсекретарь Джон Керри позже поприветствовал назначение аль-Абади. Верховный представитель Европейского союза по иностранным делам и политике безопасности Кэтрин Эштон сказала, что «мы приветствуем сегодняшнее решение иракского президента назначить Хайдера аль-Абади премьер-министром Ирака. Это решение является позитивным шагом в конституционной процедуре в рамках формирования нового правительства». Президент Франции Франсуа Олланд и избранный президентом премьер-министр Турции Реджеп Тайип Эрдоган в телефонном разговоре «подчеркнули необходимость быстрого создания в Ираке политических условий, позволяющих эффективно бороться против „Исламского государства“ и удовлетворять чаяния населения страны», в связи с этим выразив «желание, чтобы назначенный премьер-министром Ирака Хайдер аль-Абади оперативно сформировал правительство национального единства».
Президент США Барак Обама и вице-президент США Джо Байден провели телефонную беседу с аль-Абади, в которой поддержали его назначение на пост премьер-министра Ирака и призвали «сформировать правительство с широким представительством». Позже, в специальном обращении, Обама сказал, что «перед новым руководством Ирака стоит сложная задача. Оно должно вернуть доверие своих граждан, работая при этом в интересах каждого, и предпринимать шаги, демонстрируя свою решимость. Я призываю всех политических лидеров Ирака работать мирно в рамках политического процесса, который происходит в эти дни». Одновременно, председатель Высшего совета национальной безопасности Ирана Али Шамхани выразил приветствие законному избранию нового премьер-министра.
Сторонники бывшего премьера заявили, что выдвижение аль-Абади на пост премьер-министра страны является незаконным. В частности, зять аль-Малики, Хусейн, сказал, что «мы оспорим это решение в федеральном суде». Сам Нури аль-Малики охарактеризовал назначение Абади как попрание конституции и обратился с иском в Федеральный Верховный суд Ирака. Однако уже через день, он согласился уйти в отставку и поддержать аль-Абади. Это решение поддержал духовный лидер иракских шиитов Великий аятолла Али Систани. Советник президента США по национальной безопасности Сьюзан Райс сказала, что теперь иракскому народу будет проще объединиться в борьбе против боевиков-джихадистов, специальный представитель генерального секретаря ООН в Ираке Николай Младенов заявил, что решение Малики «демонстрирует его государственный ум и приверженность демократическому процессу», а сам генеральный секретарь ООН Пан Ги Мун сказал, что «это даёт возможность для быстрого продвижения критически важного процесса формирования нового правительства во временных рамках, предоставленных конституцией».
Аль-Абади дано 26 дней на формирование правительства, хотя по конституции даётся 30 дней, но 4 дня ушли на отставку аль-Малики. По некоторым оценкам, аль-Абади пользуется большой поддержкой курдов и суннитов. Уже в середине августа, министры Иракского Курдистана, вышедшие из правительства аль-Малики, вернулись на свои посты, включая министра иностранных дел Хошияра Зебари. Консультации продолжались несколько дней, и завершились 7 сентября.

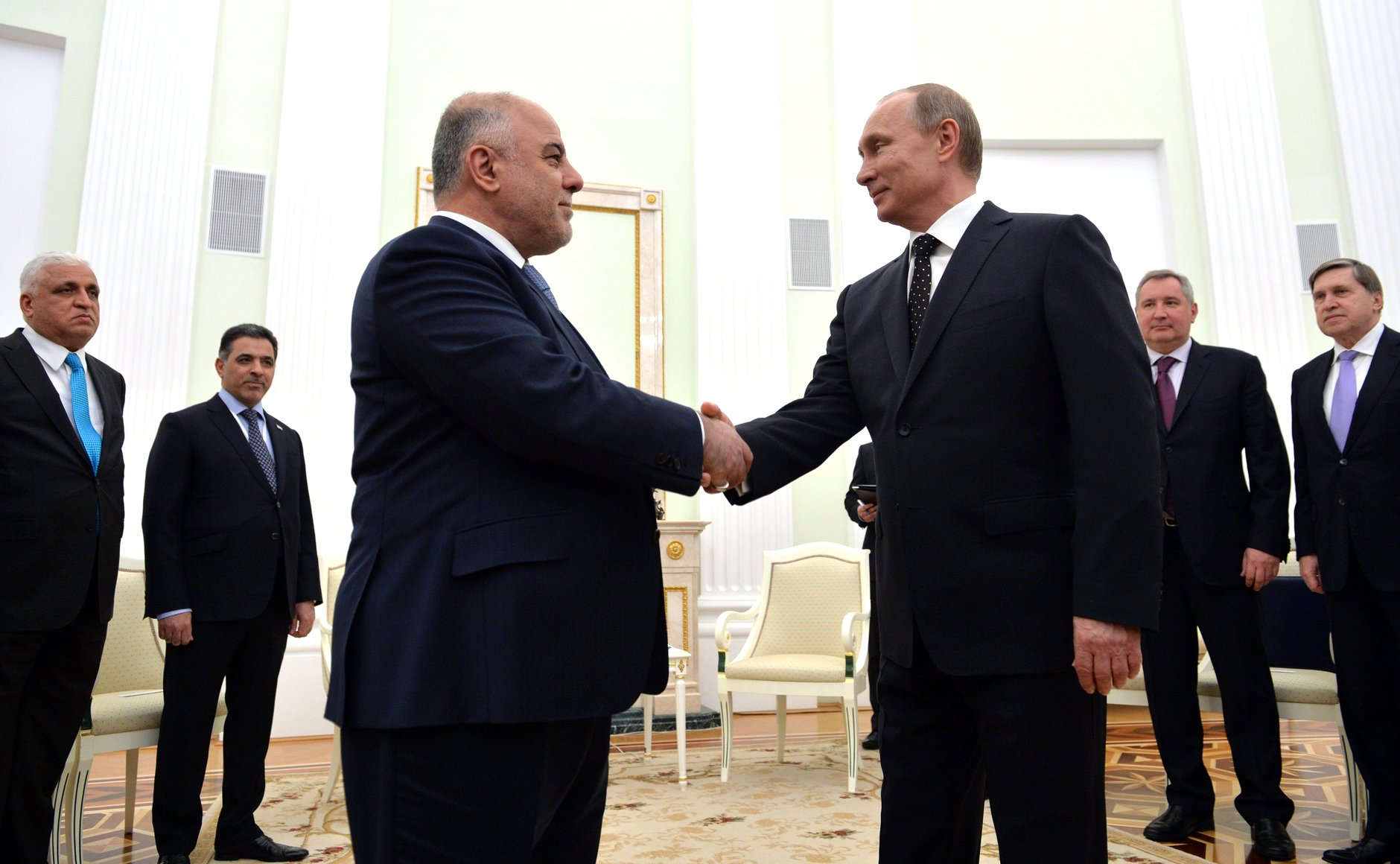
Встреча с президентом России Владимиром Путиным. Москва, Кремль, 21 мая 2015 года

8 сентября, на вечернем заседании Совета представителей, за кандидатуры министров, представленные аль-Абади, проголосовали 177 депутатов из 328. Пост министра нефти занял представитель Верховного исламского совета Ирака Адель Абдель Мехди, министра иностранных дел — Ибрагим аль-Джафаари, трёх вице-президентов — Нури аль-Малики, Аяд Аляви и Усама ан-Нуджайфи. Имена министров обороны и внутренних дел не известны, так как депутаты рассмотрят их кандидатуры отдельно. Госсекретарь США Джон Керри заявил, что «сформированное в Багдаде правительство имеет потенциал, чтобы объединить разнообразные общины ради сильного единого Ирака, дать этим общинам шанс построить будущее, которого хотят все жители страны», оно станет важной вехой в жизни страны и необходимым шагом для победы над ИГ. Президент США Барак Обама позвонил аль-Абади, поздравил его с утверждением нового правительства, подчеркнув «приверженность тесной координации с премьером Абади и его правительством по мере реализации стратегии борьбы с „Исламским государством“». Генеральный секретарь ООН Пан Ги Мун назвал утверждение правительства «позитивным шагом в направлении политической стабильности и мира в стране», призвав всех политических деятелей страны воспользоваться моментом и «убедиться, что без промедления будет принято решение о назначении министров обороны и внутренних дел».

## Личная жизнь
Женат, трое детей.